# Limonia ubensis
Limonia ubensis är en tvåvingeart som beskrevs av Alexander 1930. Limonia ubensis ingår i släktet Limonia och familjen småharkrankar. Inga underarter finns listade i Catalogue of Life.